# Église Santa Maria Scala Coeli
 (janvier 2024).
L'église Santa Maria Scala Coeli (en français, « Sainte Marie de l'Escalier vers le Ciel ») est une église catholique romaine située dans l'enceinte de l'abbaye Tre Fontane, Via di Acque Salvie 1 dans le Quartiere Ardeatino (Q. XX.) à Rome (en bordure du quartier moderne de l'E.U.R.). C'est l'une des trois églises affiliées au monastère trappiste ; elle est située dans une petite ruelle, Via delle Tre Fontane, à l'intérieur du complexe abbatial. L'emplacement de cette église est considéré par tradition comme étant l'endroit où l'apôtre saint Paul a été emprisonné à Rome, la crypte étant la prison dans laquelle il a été détenu avant son martyre.

## Histoire
Une tradition ancienne prétend que l'église se dresse à l'endroit où, selon la tradition, furent martyrisés le tribun Zénon avec ses 10 203 soldats, envoyés à la mort par Dioclétien en 298 après avoir construit les grands thermes et enterrés dans la crypte de l'église où ils y étaient vénérés. Certains esclaves morts lors de cette construction sont probablement enterrés dans des catacombes à flanc de la colline voisine, bien que le chiffre de 10 000 doive être exagéré.
Une petite chapelle est bâtie sur le site dans l'Antiquité, qui prend alors le nom de Santa Maria Annunziata, déjà attestée au VIIe siècle. Au Moyen Âge, la chapelle est reconstruite et prend son nom actuel.
Selon la légende, saint Bernard de Clairvaux aurait eu une vision en 1138 alors qu'il célébrait une messe de requiem dans l'église pour l'âme d'un défunt pour lequel il invoquait l'aide de la Vierge. La vision est celle des âmes du purgatoire que la Vierge accueille, après avoir gravi un long escalier pour monter au ciel par une échelle - la Scala Coeli, qui donne son nom à l'église.
Cette vision est à l'origine d'une indulgence attachée aux messes de requiem célébrées dans l'église. Plus tard, l’indulgence est accordée à des églises spécifiques en dehors de Rome. En 1500, Henri VII (roi d'Angleterre) reçoit l'indulgence scala coeli pour sa nouvelle chapelle de l'abbaye de Westminster ; sa popularité grandit rapidement en Angleterre. Dans les années 1520, les legs pour les messes « à Scala Coeli » sont courants.
La reconstruction de l'église médiévale, qui tombe en ruine, est confiée par le cardinal Alexandre Farnèse à Jacopo Barozzi da Vignola, qui en dessine les plans. L'église actuelle est réalisée entre 1582 et 1584, par Giacomo della Porta sous le patronage du cardinal Pietro Aldobrandini.
L'église appartient à l'abbaye trappiste de Tre Fontane, avec les églises Santi Vincenzo e Anastasio et San Paolo alle Tre Fontane. Elle était déjà utilisée par la communauté orthodoxe roumaine de Rome avant novembre 2002 lorsque, à l'occasion de la visite à Rome de Théoctiste de Bucarest, patriarche de Roumanie, le pape Jean-Paul II la leur accorde officiellement. Auparavant, la communauté de rassemblait également dans la chapelle Notre-Dame de Genezano, près de la Via Cavour (Rome), mais cette chapelle était devenue trop petite.

## Description

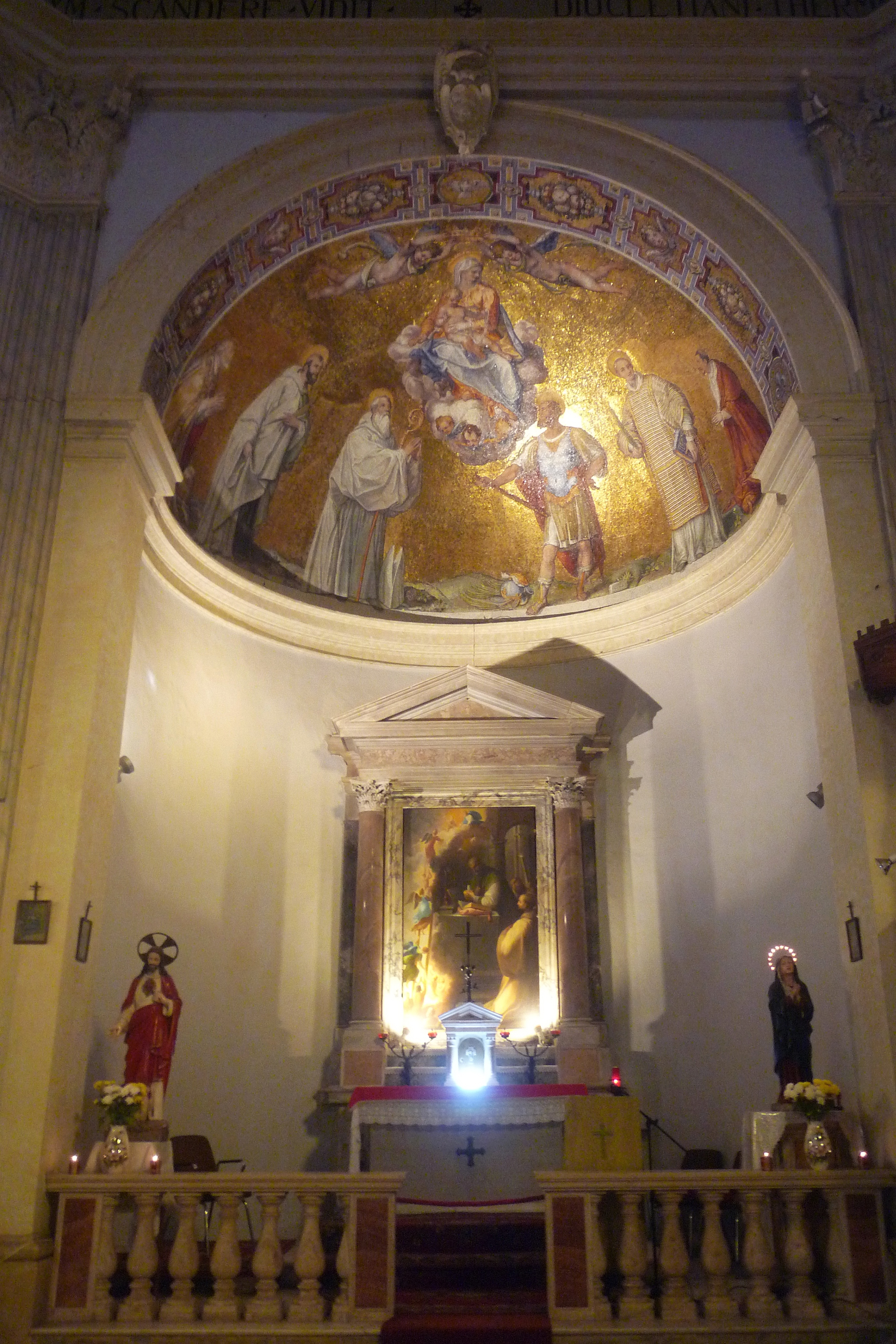
Intérieur.

La façade présente les armoiries de la Maison Farnèse, l'inscription « scala coeli », un petit tympan et une rosace. Dans la corniche se trouvent les restes d'un ploutos en marbre avec une inscription datant de l'époque du pape Nicolas Ier (856-857). L'église est surmontée d'un dôme et d'une lanterne.
L'aménagement intérieur est octogonal. Sur les escaliers qui y mènent, des écritures et des dessins gravés dans la pierre sont visibles, probablement des informations transmises par l'architecte aux constructeurs.
L'intérieur se compose de trois absides et trois autels respectifs, dédiés à saint Zénon, à la Vierge Marie et à saint Bernard. L'abside du maître-autel est décorée d'une belle mosaïque exécutée par Francesco Zucchi d'après un dessin de Giovanni De Vecchi, qui représente le tribun Zeno, saint Bernard de Clairvaux et d'autres figures tandis que la Vierge en majesté avec l'Enfant Jésus domine l'ensemble de la composition. La mosaïque à fond doré a été commandée par le cardinal Alexandre Farnèse (les lys farnésiens apparaissent dans la décoration), mais le cardinal Pietro Aldobrandini l'a ensuite fait modifier, en ajoutant sa propre effigie agenouillée et celle du pape Clément VIII Aldobrandini.
Le choix de la décoration en mosaïque à fond d'or est clairement dicté par la volonté d'évoquer dans cette église, le christianisme des premiers siècles et en même temps de faire allusion à la chapelle San Zenon de la basilique Santa Prassede, également recouverte de mosaïques à fond doré. Sur les autels latéraux sont exposés La Vision de Saint Bernard et l'Annonciation d'auteurs anonymes de la fin du XVIe siècle, ainsi qu'un retable représentant saint Zénon et ses légionnaires, volé il y a des années et fidèlement reproduit par un célèbre peintre romain, Tata Mario (XXIe siècle).
Deux petites rampes mènent à la crypte, construite sur l'ancien cimetière où la tradition dit que Zénon et ses compagnons furent martyrisés. Le sol de ce sous-sol est une œuvre cosmatesque du XIIIe siècle, appartenant à l'église médiévale, tout comme l'autel, qui est celui sur lequel saint Bernard a célébré la messe de la vision. Parmi les pierres de la mosaïque se trouve un fragment d'épigraphe de cimetière chrétien du IIIe siècle. Sur les côtés de l'autel se trouvent deux petites fenêtres : celle de gauche permet de voir un autel païen dédié à la déesse Dia, divinité agricole romaine vénérée par les frères Arvales ; depuis celui de droite, les traces d'un ancien cimetière chrétien considéré comme la dernière prison de saint Paul avant sa décapitation, sont visibles.